# Põlva (Gemeinde)
Põlva (dt. Pölwa, est. Põlva vald) ist eine Gemeinde und Hauptort des estnischen Kreises Põlva mit einer Fläche von 234 km². Sie hat 13.226 Einwohner (Stand: 1. Januar 2025).
Die Gemeinde ist Mitglied der European Charter – Villages of Europe, eine Gruppe ländlicher Gemeinden aus allen 28 EU-Ländern.

## Geografie
Das Zentrum der Gemeinde, die Stadt Põlva, wurde 2013 eingegliedert. Auf dem Gebiet liegt der Vardja järv.

## Gliederung
Neben der Stadt Põlva, die 2013 eingegliedert wurde, besteht die Landgemeinde aus den Dörfern Aarna, Adiste, Himmaste, Holvandi, Kähri, Kiuma, Lutsu, Mammaste, Meemaste, Metste, Miiaste, Naruski, Nooritsmetsa, Orajõe, Partsi, Peri, Puskaru, Puuri, Rosma, Soesaare, Tännassilma, Taevaskoja, Tromsi, Uibujärve, Valgesoo und Vanaküla.

## Sport
Für Naturliebhaber interessant ist das Gebiet entlang des Flusses Ahja bei Taevaskoda. Im Winter nutzen zahlreiche Wintersportler die teilweise beleuchteten Loipen bei Mammaste für Skilanglauf. Sie befinden sich nahe dem Dorf Orajõe im Urstromtal entlang des Flusses Orajõgi. Im Zentrum liegt das Sport- und Gesundheitszentrum Mammaste (estnisch Mammaste Tervisespordikeskus).